# Казе Нере (Болцано)
Казе Нере је насеље у Италији у округу Болцано, региону Трентино-Јужни Тирол.
Према процени из 2011. у насељу је живело 64 становника. Насеље се налази на надморској висини од 941 м.